# André Tardieu
André Tardieu (Parigi, 22 settembre 1876 – Mentone, 15 settembre 1945) è stato un politico francese.
È stato Primo Ministro della Francia per tre volte: la prima dal 3 novembre 1929 al 21 febbraio 1930, la seconda dal 2 marzo al 13 dicembre 1930 e la terza dal 20 febbraio al 3 giugno 1932.

## Biografia
Dopo il liceo, si piazzò primo in graduatoria al concorso di ammissione all'École Normale Supérieure ma decise di non iscriversi, essendo arrivato primo anche a un concorso del ministero degli Affari Esteri.
Georges Clemenceau (presidente del consiglio dal 1917 al 1920) lo scelse come collaboratore nelle trattative della fine della guerra. Membro dell'Alliance démocratique, fu deputato della Seine-et-Oise dal 1914 al 1924. L'insuccesso di Clemenceau, poi la propria sconfitta alle elezioni del 1924, lo tennero lontano dalla politica attiva per due anni.
Fu rieletto deputato nel territorio di Belfort nel 1926 e lo rimase fino al 1936.
Fu ministro nel governo di Raymond Poincaré (presidente del consiglio dal 1926 al 1929). Tra il 1929 e il 1932 fu a capo di tre diversi governi, con maggioranza di centro-destra.
I suoi atteggiamenti accentratori e il suo anti-comunismo gli valsero la netta opposizione del Partito Repubblicano, Radicale e Radical-Socialista, di centro-sinistra, allora importante partito dell'area governativa. La sconfitta della destra nelle elezioni del 1932 estromise Tardieu dal governo, dove tornò in seguito alle sommosse del febbraio 1934. L'avvento del Fronte Popolare nel 1936 lo emarginò definitivamente dalla vita politica.
Il suo anti-parlamentarismo e il suo desiderio di rafforzare l'esecutivo suscitarono la diffidenza o l'ostilità di molte fazioni politiche, che vi vedevano un'emulazione del fascismo. Tuttavia, secondo alcuni, si possono ritrovare alcune sue idee nella costituzione della Quinta Repubblica francese, scritta più di trent'anni dopo in tutt'altro contesto politico interno e internazionale.